# Ель-Ґеїш
Ель-Ґеіш (Tala'ea El-Gaish) — єгипетський футбольний клуб, що базується в Каїрі.

## Коротка турнірна історія
«Ель-Ґеіш» - футбольна команда столиці країни, що представляє інтереси Збройних сил країни. Вона була заснована під назвою «Ель-Ґеіш Ель-Масрі» (El-Geish El-Masry), що з арабської перекладалося, як «Авангард армії», а в сезоні 2004-2005 років цю назву було змінено на Головний Армійський Клуб «Ель-Ґеіш» (Vanguard Army Club «Tala'ea El-Gaish). Значних турнірних здобутків в цієї команди не має, вона, здебільшого, перебуває в середині турнірної таблиці єгипетського футбольного чемпіонату.